# Cheilotrichia (Empeda) paratytthos
Cheilotrichia (Empeda) paratytthos is een tweevleugelige uit de familie steltmuggen (Limoniidae). De soort komt voor in het Oriëntaals gebied.